# 2320 Blarney
2320 Blarney eller 1979 QJ är en asteroid i huvudbältet som upptäcktes den 29 augusti 1979 av den Schweiziska astronomen Paul Wild vid Observatorium Zimmerwald. Den har fått sitt namn efter Blarney.
Asteroiden har en diameter på ungefär 35 kilometer.